# 田中村 (和歌山県)
田中村（たなかむら）は、和歌山県那賀郡にあった村。現在の紀の川市の北西部、紀の川の右岸および同市竹房・高野、和歌山線の打田駅・下井阪駅の周辺にあたる。

## 地理
- 山岳：最初が峰、寺山
- 河川：紀の川

## 歴史
- 1889年（明治22年）4月1日 - 町村制の施行により、西大井村・田中馬場村・畑野上村・尾崎村・花野村・西井坂村・中井坂村・下井坂村・竹房村・窪村・上野村・打田村・広野村・赤尾村・久留壁村・東大井村・高野村・黒土村の区域をもって発足。
- 1956年（昭和31年）3月31日 - 池田村と合併して打田町が発足。同日田中村廃止。

## 交通

### 鉄道路線
- 日本国有鉄道
  - 和歌山線
    - 打田駅 - 下井阪駅

### 道路
- 国道24号